# Beck – Enslingen
Beck – Enslingen är en svensk TV-film från 2001. Detta är den fjärde filmen i den andra omgången med Peter Haber och Mikael Persbrandt i huvudrollerna.

## Handling
Ett lik av en ung naken thailändska påträffas vid Beckholmen i Stockholm. Samtidigt hittas en ensam äldre man mördad i en ensligt belägen stuga. Kvinnans obduktionsrapport visar skador efter våldsamt sex och tecken på sperma, hud- och fiberavskrap under naglarna, att hon blev slagen med ett trubbigt föremål mot bakhuvudet, krosskador på kraniet, ålder runt 25 år, legat i vattnet mellan 10 och 14 dagar och hon hade inte någon alkohol eller några spår av droger i kroppen. Gunvald Larsson får utreda vem kvinnan var, medan Alice Levander följer upp spåren från den mördade mannens bostad och det visar sig snart finnas ett samband mellan de båda. Polisen verkar ha kört fast tills de hittar mannens video som blivit stulen där ett band föreställande mannen som utför grovt sexuellt övergrepp mot den mördade thailändskan.

## Rollista
- Peter Haber – Martin Beck
- Mikael Persbrandt – Gunvald Larsson
- Carl Kjellgren – Sven Adolfsson
- Malin Birgerson – Alice Levander
- Marie Göranzon – Margareta Oberg
- Ingvar Hirdwall – grannen Valdemar
- Rebecka Hemse – Inger
- Hanns Zischler – Josef Hillman
- Mårten Klingberg – Nick
- Jimmy Endeley – Robban
- Peter Hüttner – Oljelund
- Lars-Erik Friberg – Johannesson
- Magnus Eriksson – Bengt Jansson
- Maria Kim – Madee
- Göran Thorell – Gunnar, granne
- Cecilia Nilsson – Maria, granne
- Christer Flodin – Lundblad
- Hugo Emretsson – Jakob
- Malin Larsson – Tanja
- Marie Ahl – bensinmacksföreståndare
- Mats Hedlund – öbo 1
- Bo Höglund – Mats, servitör
- Fredrik Ohlsson – Josef Hillmans svenska röst